# Schwimmabzeichen (DDR)

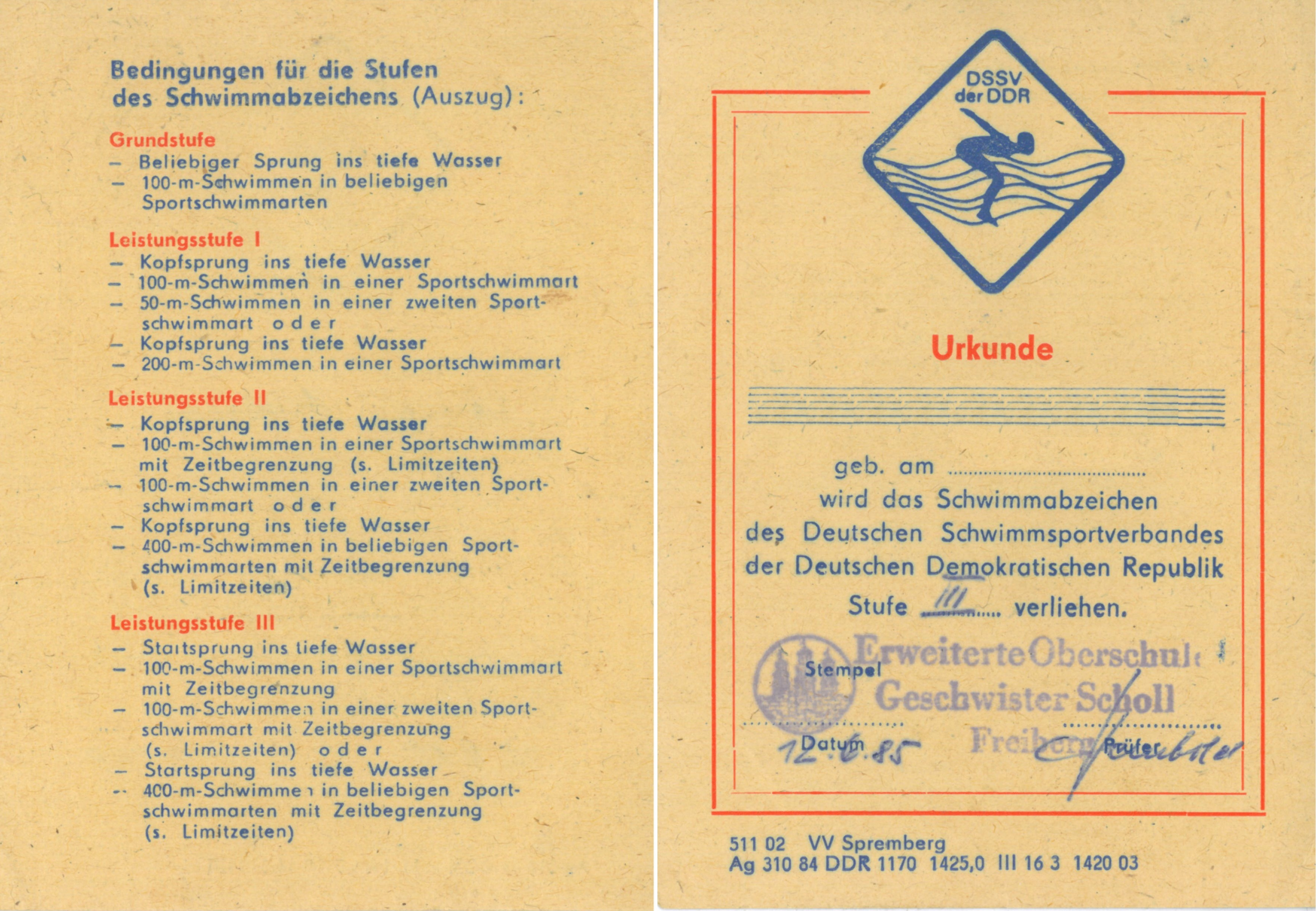
Schwimmabzeichen der DDR, Urkunde für Stufe III, 1986, Vorder- und Rückseite

Das Schwimmabzeichen (umgangssprachlich Schwimmstufe) wurde in der DDR in drei Stufen verliehen und diente dem Nachweis schwimmsportlicher Leistungen.

## Bedingungen für die Verleihung
Als Schwimmarten konnten Brustschwimmen, Rückenkraulen, Kraulschwimmen oder Schmetterlingsschwimmen gewählt werden. Die nachfolgenden Anforderungen galten in den 1980er Jahren (Grundstufe bis Leistungsstufe III), davor galten davon abweichende Anforderungen. (Stufe I bis Stufe III).

### Grundstufe
Für das Erreichen der Grundstufe mussten 100 m in einer beliebigen Schwimmart geschwommen werden. Dazu ein beliebiger Sprung ins tiefe Wasser.

### Leistungsstufe I
| Für das Erreichen der Leistungsstufe I mussten entweder 100 m in einer beliebigen Schwimmart und 50 m in einer zweiten Schwimmart geschwommen werden oder alternativ 200 m in einer Schwimmart geschwommen werden. Eine Zeitbegrenzung bestand nicht. Dazu ist ein Kopfsprung vorwärts ins tiefe Wasser auszuführen. | Schwimmabzeichen Stufe I |

### Leistungsstufe II
| Für die Leistungsstufe II waren 100 m in einer Schwimmart mit Zeitbegrenzung und 100 m in einer weiteren Schwimmart ohne Zeitbegrenzung zu schwimmen und ein Kopfsprung ins tiefe Wasser auszuführen oder alternativ 400 m Schwimmen in einer beliebigen Schwimmart mit Zeitbegrenzung zu schwimmen und ein Kopfsprung ins tiefe Wasser auszuführen. | Schwimmabzeichen Stufe II |

### Leistungsstufe III
| Für die Leistungsstufe III musste beginnend mit einem Startsprung 100 m in einer Schwimmart und weitere 100 m in einer anderen Schwimmart jeweils mit einer Zeitbegrenzung geschwommen werden oder alternativ beginnend mit einem Startsprung 400 m in einer Schwimmart mit Zeitbegrenzung geschwommen werden. Maximalzeiten für 100 m - Schüler der Klasse 4 und jünger – 3:30 min - Schüler der Klasse 5 und 6 – 3:00 min - Schüler der Klasse 7 und 8 – 2:45 min - Schüler der Klasse 9 und älter – 2:30 min | Schwimmabzeichen der DDR in der Stufe III |